# Ognji so potemneli
Ognji so potemneli je vojni roman v katerem Vladimir Kavčič v vlogi vsevednega pripovedovalca predstavi življenje dveh bratov med drugo svetovno vojno. 

## Zgodba
Aleks se po enajstih letih vrne v Slovenijo in se skupaj z bratom Borisom odpravi v njuno rodno hišo, ki je po vojni samevala. 
Leta 1943 sta v hišo vdrli dve skupini partizanov. 9-letnega Borisa so odpeljali k sosedu Kamničarju, njegovi dve sestri pa ustrelili. Ko je Boris videl vojake klepetati s Kamničarjem, je posumil, da je le-ta izdal njegovo družino, zato se mu je želel maščevati.
Aleks izve za bratove sume in želi čim prej priti resnici do dna. Kljub Borisovem nasprotovanju se odpravita v vas h Košancu. Ker ju tam prestraši 72-letna starka, ki nepremično strmi proti vhodu, se odločita, da ne bosta več rinila v preteklost.
Še iste noči se Boris izmuzne iz hiše ter za grmovjem ob cesti počaka Kamničarja, katerega je nekaj ur pred tem videl, kako se je odpeljal v vas. Čim se motor dovolj približa, Boris stopi na cesto ter počaka, da voznik ustavi. Nato posveti vozniku motorja v obraz, Kamničar pa spozna sovražnika in poskuša vžgati motor, da bi se izognil kazni. Boris mu prične groziti z revolverjem, a ker se mu streljanje upira, svojo namero pa želi dokončati, pograbi bližnje poleno ter soseda udari po vratu. Aleksa zbudi zvok motorja, a na kraj zločina prispe prepozno. Ko opazi brata ob mrtvemu Kamničarju, mu pomaga prikriti dokaze o umoru. Naslednje jutro jima Košanka pove, da se je Kamničar ponoči ponesrečil, ko se je pijan vračal z veselice. Ker je naenkrat ustavil, je padel v znak, udaril z glavo in podlegel smrtnim poškodbam. Aleksu odleže, da so jima vaščani ter komisija nasedli, boji pa se, da Boris ne bo prenesel teže svojega dejanja, zato se odloči, da bosta naslednjega dne zapustila vas ter pričela z novim življenjem.
Zvečer se Boris odpravi do Kamničarjeve hiše ter zaneti požar. Ogenj ga tako zelo očara, da še nekaj časa stoji pred hišo. Preden se zbudi iz transa, ga vaščani že prepoznajo ter pričnejo loviti. Boris se vrne v hišo, kjer najde budnega Aleksa. Pove mu, kaj je storil. Takoj zatem nekdo potrka na vrata in Aleks gre odpret. Tedaj zasliši, kako v izbi nekaj zaropota in poskuša iz glave odgnati kakoršnokoli misel na bratov samomor.

## Kritike, polemike, literarna zgodovina
"Kavčičev roman je brez dvoma porodila resnično velika osebna bolečina. Toda občutek imam, da pisatelj do te bolečine, ki ga spremlja izza vojnih dni, ni bil docela iskren. Lotil se je je preveč razumsko in nestrastno, ko da bi hotel ublažiti njeno elementarnost. Zato veje iz pričujočega romana hlad in to zanj nikakor ni dobro izpričevalo." (Mitja Mejak 1960: 939)
"Ognji so potemneli oblikuje vprašanja o takšnem prilagajanju [miročasnim razmeram] in neprilagajanju tistega dela rodu, ki ga je vojna deformirala v smislu svojih izmaličenih moralnih meril, tako da drugačnega sveta niti ne zmorejo razumeti." (Boris Paternu, Helga Glušič - Krisper in Matjaž Kmecl 1967: 350)